# Cinguloterebra raybaudii
Cinguloterebra raybaudii is een slakkensoort uit de familie van de Terebridae. De wetenschappelijke naam van de soort is voor het eerst geldig gepubliceerd in 1993 door Aubry.